# Lekgolobotlo
Lekgolobotlo è un villaggio del Botswana situato nel distretto Meridionale, sottodistretto di Ngwaketse. Il villaggio, secondo il censimento del 2011, conta 1.177 abitanti.

## Località
Nel territorio del villaggio sono presenti le seguenti 4 località:
- Monganaokodu di 8 abitanti,
- Motsomatlhose di 14 abitanti,
- Ntlhantlhe Lands di 1 abitante,
- Peloyakgama